# Dresden (Maine)
Dresden és una població dels Estats Units a l'estat de Maine (EUA). Segons el cens del 2000 tenia 1.625 habitants.

## Demografia
Segons el cens del 2000, Dresden tenia 1.625 habitants, 642 habitatges, i 455 famílies. La densitat de població era de 20,5 habitants/km².
Dels 642 habitatges en un 34,1% hi vivien nens de menys de 18 anys, en un 57% hi vivien parelles casades, en un 7,6% dones solteres, i en un 29,1% no eren unitats familiars. En el 20,2% dels habitatges hi vivien persones soles el 8,6% de les quals corresponia a persones de 65 anys o més que vivien soles. El nombre mitjà de persones vivint en cada habitatge era de 2,53 i el nombre mitjà de persones que vivien en cada família era de 2,92.
Per edats la població es repartia de la següent manera: un 25,9% tenia menys de 18 anys, un 5,5% entre 18 i 24, un 32,3% entre 25 i 44, un 24,5% de 45 a 60 i un 11,8% 65 anys o més.
L'edat mediana era de 37 anys. Per cada 100 dones de 18 o més anys hi havia 101 homes.
La renda mediana per habitatge era de 41.719 $ i la renda mediana per família de 44.762 $. Els homes tenien una renda mediana de 31.488 $ mentre que les dones 20.750 $. La renda per capita de la població era de 18.886 $. Entorn del 9,5% de les famílies i el 12,5% de la població estaven per davall del llindar de pobresa.